# 希望の光 (県民歌)
「希望の光」（きぼうのひかり）は日本の都道府県の一つ、福岡県が制定した県民歌である。作詞・中畑海次、補作・丸山豊、作曲および編曲・中村八大。本項では、同じレコードのB面に収録されている県民音頭「ふくおか音頭」（作詞：山県寿一、補作：持田勝穂、作曲・編曲：安藤実親）についても合わせて解説する。

## 解説

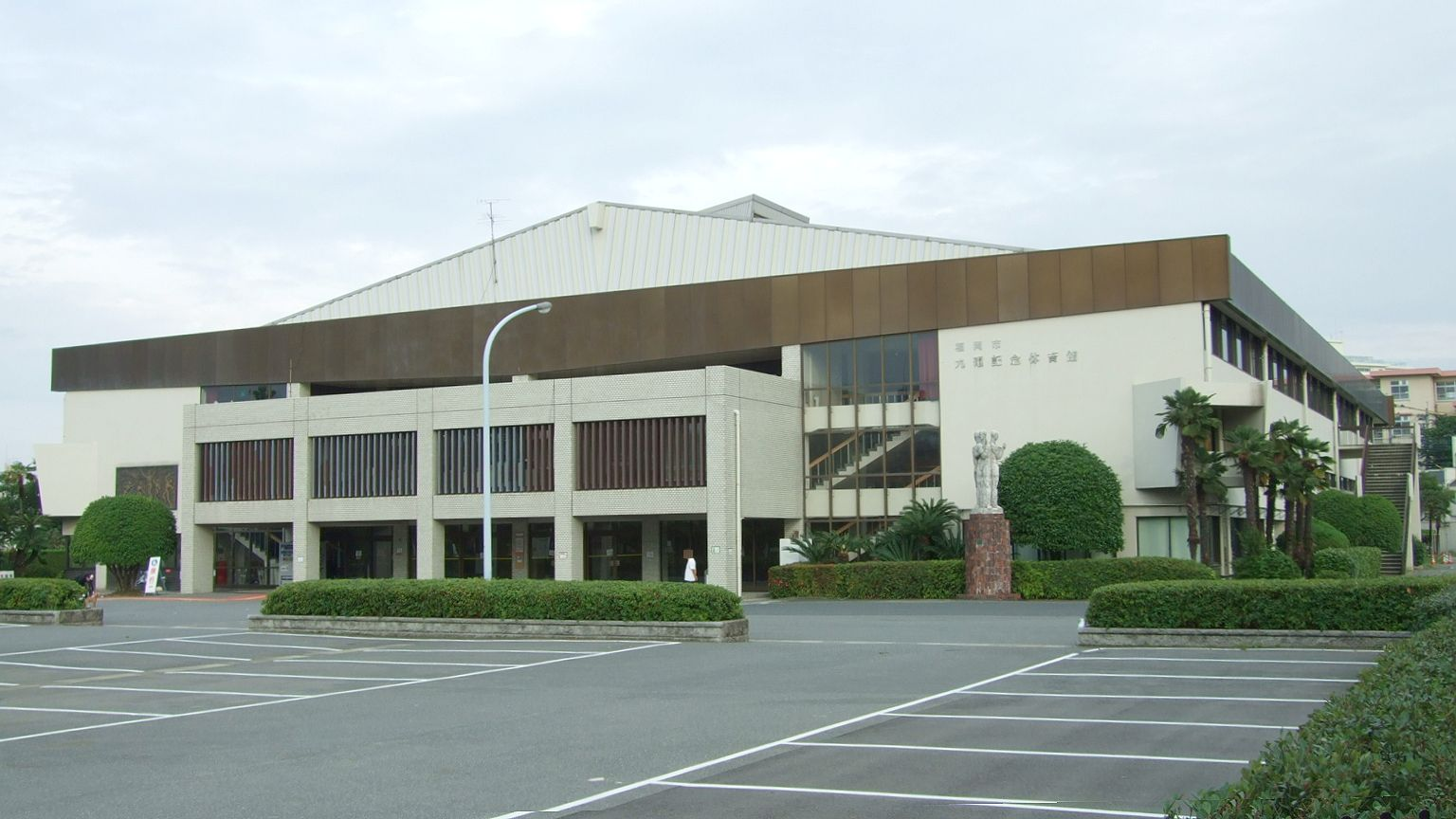
発表音楽会が行われた九電記念体育館（2008年撮影、現存せず）

1970年（昭和45年）、当時の亀井光知事が「県民一体感の醸成」を目的に制定を提唱したことを受けて歌詞の一般公募を実施し、入選作品を詩人で広川町出身の丸山豊が補作した。作曲および編曲は久留米市の旧制中学明善校（現福岡県立明善高等学校）卒業生である中村八大が依頼により担当し、10月17日に県民音頭「ふくおか音頭」と合わせて制定。同年11月2日に九電記念体育館で発表演奏および入選者の表彰が実施された。
高度成長期に作られた歌らしく、北九州工業地帯の発展や空港を讃える歌詞が特徴となっている。音源は日本クラウンが木村正昭の歌唱によりシングルレコードを製造した。県の公式サイトではB面曲の「ふくおか音頭」と同じページで紹介されているが、県統計協会が毎年発行する県民手帳には掲載されていない。1990年（平成2年）には、博多の森陸上競技場で開催された第45回とびうめ国体開会式の県旗掲揚時に演奏された。
県広報課では希望者にカセットテープの貸し出しを行っているが、2015年（平成27年）10月28日付の読売新聞（西部本社版）掲載記事「45年前に制定された『県民の歌』を忘れた?」によれば2007年（平成19年）以降は貸し出し実績が0になっていると言う。福岡放送『めんたいワイド』では同年11月12日の放送でこの問題を取り上げ、博多駅前で「希望の光」を聞いたことがあるか通行者に街頭インタビューを行ったところほとんどは「聞いたことがない」、また少数は「聞いたことがあるが歌えない」と言う回答であった。

### ふくおか音頭
福岡県の県民音頭「ふくおか音頭」は県民歌「希望の光」と同時に制定された。作詞・山県寿一、補作・持田勝穂、作曲および編曲・安藤実親。「希望の光」と同じレコードのB面に葵ひろ子の歌唱が収録されている。
ダンス指導者の汲川克巳が振付を考案したが普及しておらず、前述の『めんたいワイド』では制定時のビデオ映像を見ながら振付を実演する様子が放送された。番組中では「音頭というよりフォークダンスのような要素が入っているので、年代関係なく楽しめるし、広めていってほしい」とのコメントが紹介されている。